# 法尼耶尔
法尼耶尔（法語：Fagnières，法語發音：[faɲɛʁ]）是法国马恩省的一个市镇，位于该省中部，属于香槟沙隆区。

## 地理
法尼耶尔（48°57'49"N, 4°19'6"E）面积19.48 平方千米，位于法国大東部大區马恩省，该省份为法国东北部内陆省份，北起阿登省，西北接埃纳省，西南接塞纳-马恩省，南至奥布省，东南接上马恩省，东临默兹省。
与法尼耶尔接壤的市镇（或旧市镇、城区）包括：香槟地区沙隆、孔佩尔特里、勒西、圣吉布里安、圣马丹叙勒普雷、维莱堡。

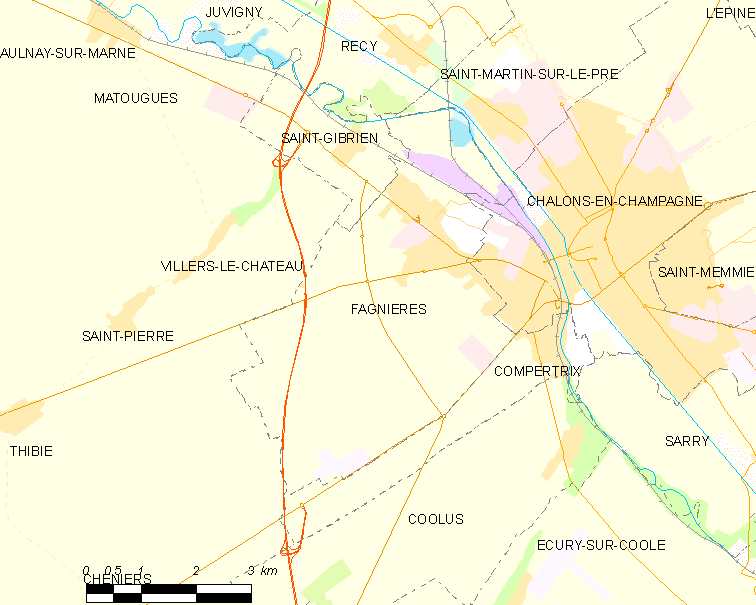
法尼耶尔的OSM定位图

法尼耶尔的时区为UTC+01:00、UTC+02:00（夏令时）。

## 行政
法尼耶尔的邮政编码为51510，INSEE市镇编码为51242。

## 政治
法尼耶尔所属的省级选区为香槟沙隆第一县。

## 人口

1962-2008年间法尼耶尔人口变化图示

法尼耶尔于2022年1月1日时的人口数量为4886人。